# لس آلکاسارس
 لس آلکاسارس (به اسپانیایی: Los Alcázares) یکی از شهرداری‌های کومارکای شرقی و در بخش خودمختار مورسیا در کشور اسپانیا قرار دارد. تا سال ۲۰۱۲ مساحت این شهرداری ۲۰ کیلومتر مربع و جمعیت آن ۱۶۲۵۱ تَن می‌باشد.